# Nikołaj Dubinin
Nikołaj Pietrowicz Dubinin (ros. Никола́й Петро́вич Дуби́нин, ur. 22 grudnia 1906?/4 stycznia 1907 w Kronsztadzie, zm. 26 marca 1998 w Moskwie) – rosyjski biolog i genetyk, akademik Akademii Nauk ZSRR, Bohater Pracy Socjalistycznej (1990).

## Życiorys
Wychowywał się w domu dziecka w Samarze, później uczył się w szkole w Żyzdrze w obwodzie briańskim, 1923–1925 studiował na Wydziale Pedagogicznym 2 Uniwersytetu Moskiewskiego, a 1925–1928 na Wydziale Fizyczno-Matematycznym 1 Moskiewskiego Uniwersytetu Państwowego im. Łomonosowa, na którym ukończył biologię. Został asystentem w Moskiewskim Instytucie Zootechnicznym, 1929–1931 był docentem, organizatorem i kierownikiem katedry genetyki i hodowli przy Moskiewskim Instytucie Hodowli Świń i jednocześnie starszym pracownikiem naukowym Instytutu Biologicznego im. Timiriaziewa w Moskwie. W latach 1932–1933 kierował oddziałem genetyki i selekcji w moskiewskiej centralnej stacji hodowli jedwabników i naukowo-badawczej stacji hodowli jedwabników w Piatigorsku, 1932–1934 kierował laboratorium genetyki i selekcji stacji hodowli królików w Moskwie, a 1932–1938 katedrą hodowli i genetyki Wszechzwiązkowego Instytutu Gospodarki Futrzanej w Bałaszychy. W 1938 organizował katedrę genetyki w Woroneskim Uniwersytecie Państwowym i kierował nią do 1948. Następnie przez pewien czas zajmował się ornitologią. Poza tym od 1932 pracował w Instytucie Biologii Eksperymentalnej, gdzie kierował działem genetyki i laboratorium cytogenetyki, od 1935 w stopniu profesora, 1948–1955 był starszym pracownikiem naukowym w Instytucie Lasu Akademii Nauk ZSRR. Później pracował w Instytucie Fizyki Biologicznej jako starszy pracownik naukowy i organizator i kierownik laboratorium, 1 marca 1957 został dyrektorem-organizatorem Instytutu Cytologii i Genetyki Syberyjskiego Oddziału Akademii Nauk ZSRR w Nowosybirsku, od lutego 1966 do czerwca 1981 stał na czele Instytutu Generyki Ogólnej Akademii Nauk ZSRR, następnie kierował laboratorium tego instytutu, a od 1986 laboratorium Instytutu Ewolucyjnej Morfologii i Ekologii Zwierząt. 4 grudnia 1946 został członkiem korespondentem Akademii Nauk ZSRR (od 1991 RAN, a 1 lipca 1966 członkiem rzeczywistym (akademikiem) Akademii Nauk ZSRR, 1958–1960 był członkiem Prezydium Syberyjskiego Oddziału Akademii Nauk ZSRR, a od 1974 członkiem PAN. Od 1921 należał do Komsomołu, a od 1969 do WKP(b). Napisał wiele prac z zakresu genetyki, cytogenetyki, genetycznych podstaw selekcji i teorii ewolucji, m.in. Ewolucyja populacyj i radiacyja (1966) i Obszczaja gienietika (1970). Popularnym sprawozdaniem z prowadzonych przez Dubinina badań, a jednocześnie przystępnym opisem historii genetyki w ZSRR, jest jego autobiografia Wiecznoje dwiżenije (1970, 1973).
Został pochowany na Cmentarzu Trojekurowskim.

## Odznaczenia i nagrody
- Medal Sierp i Młot Bohatera Pracy Socjalistycznej (16 października 1990)
- Order Lenina (trzykrotnie - 1967, 31 grudnia 1986 i 16 października 1990)
- Order Rewolucji Październikowej (1975)
- Medal „Za obronę Moskwy” (1944)
- Medal „Za ofiarną pracę w Wielkiej Wojnie Ojczyźnianej 1941–1945” (1945)
- Nagroda Leninowska (1966)

I inne.